# Toivo
Toivo ist ein finnischer und estnischer männlicher Vorname.

## Verbreitung
Der Name kommt in Deutschland seit 2010 sporadisch in den Hitlisten vor. Von 2010 bis 2023 wurden etwa 60 Jungen so genannt. In der Schweiz tragen zehn Personen den Namen (Stand 2023). In Österreich kommt der Name seit 2009 in den Hitlisten vor, seitdem wurde er drei Mal gewählt.
Der Name befindet sich in Finnland seit 2012 in den Top-50. Zwischen 2020 und 2022 belegte er dauerhaft den 9. Rang. In den letzten 10 Jahren wurde er rund 2.000 Mal vergeben. Der Name Toivo ist in Schweden ein geläufiger Name, dahingegen wird er in Dänemark und Norwegen nur selten vergeben. In den USA befand sich der Name Anfang des letzten Jahrhunderts einige Male in den Top-1000. Seine Vergabe ist auch in Schottland und Kanada nachgewiesen.

## Namensträger

### Vorname
- Toivo Hyytiäinen (1925–1978), finnischer Speerwerfer
- Toivo Kivimäki (1886–1968), finnischer Politiker und Ministerpräsident
- Toivo Kuula (1883–1918), finnischer Komponist
- Toivo Lauren (* 1919), schwedischer Skispringer
- Toivo Loukola (1902–1984), finnischer Leichtathlet

### Familienname
- Andimba Toivo ya Toivo (1924–2017), namibischer Menschen- und Bürgerrechtler